# Tennistoernooi van Montréal/Toronto 2016

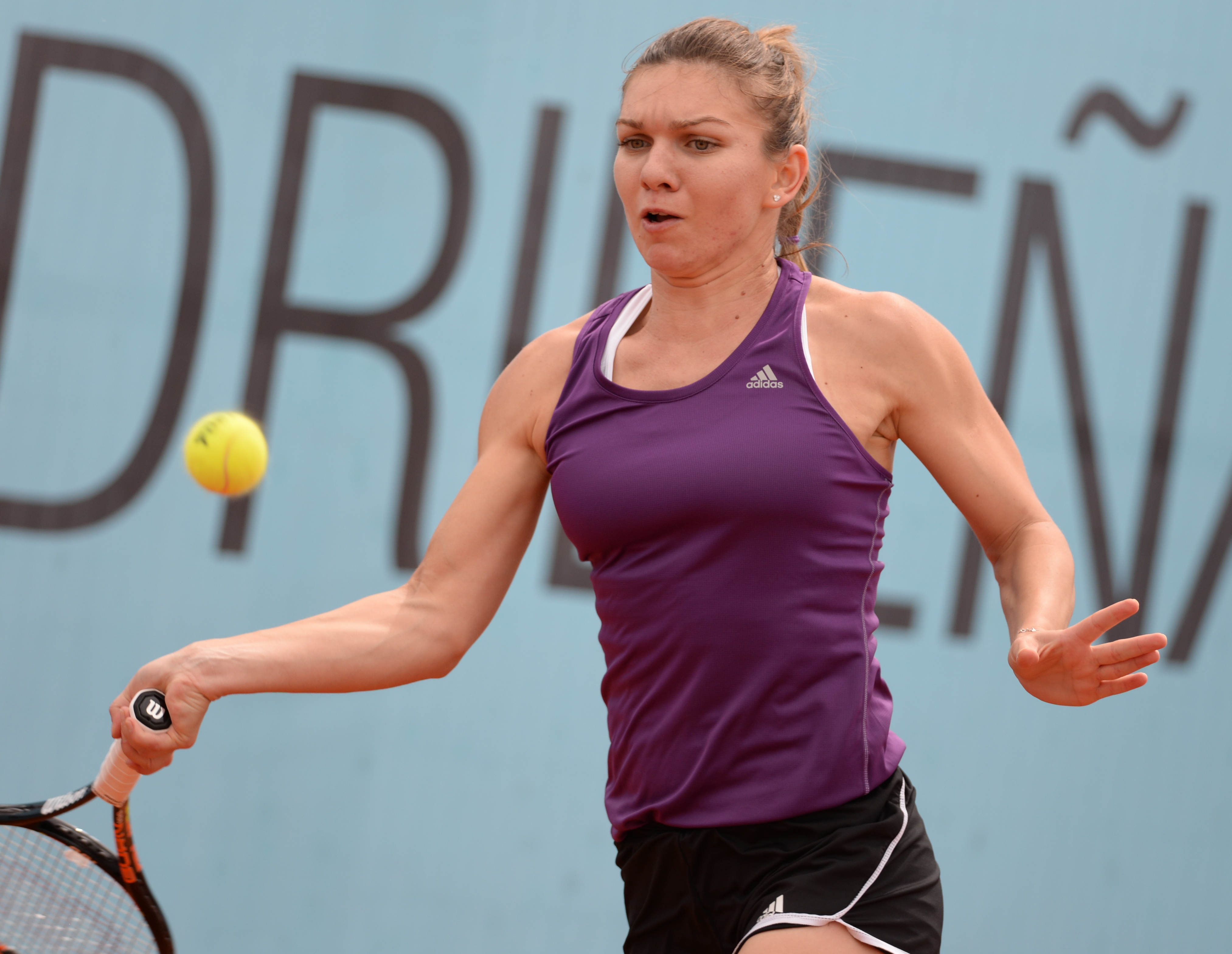
Simona Halep, winnares bij de vrouwen

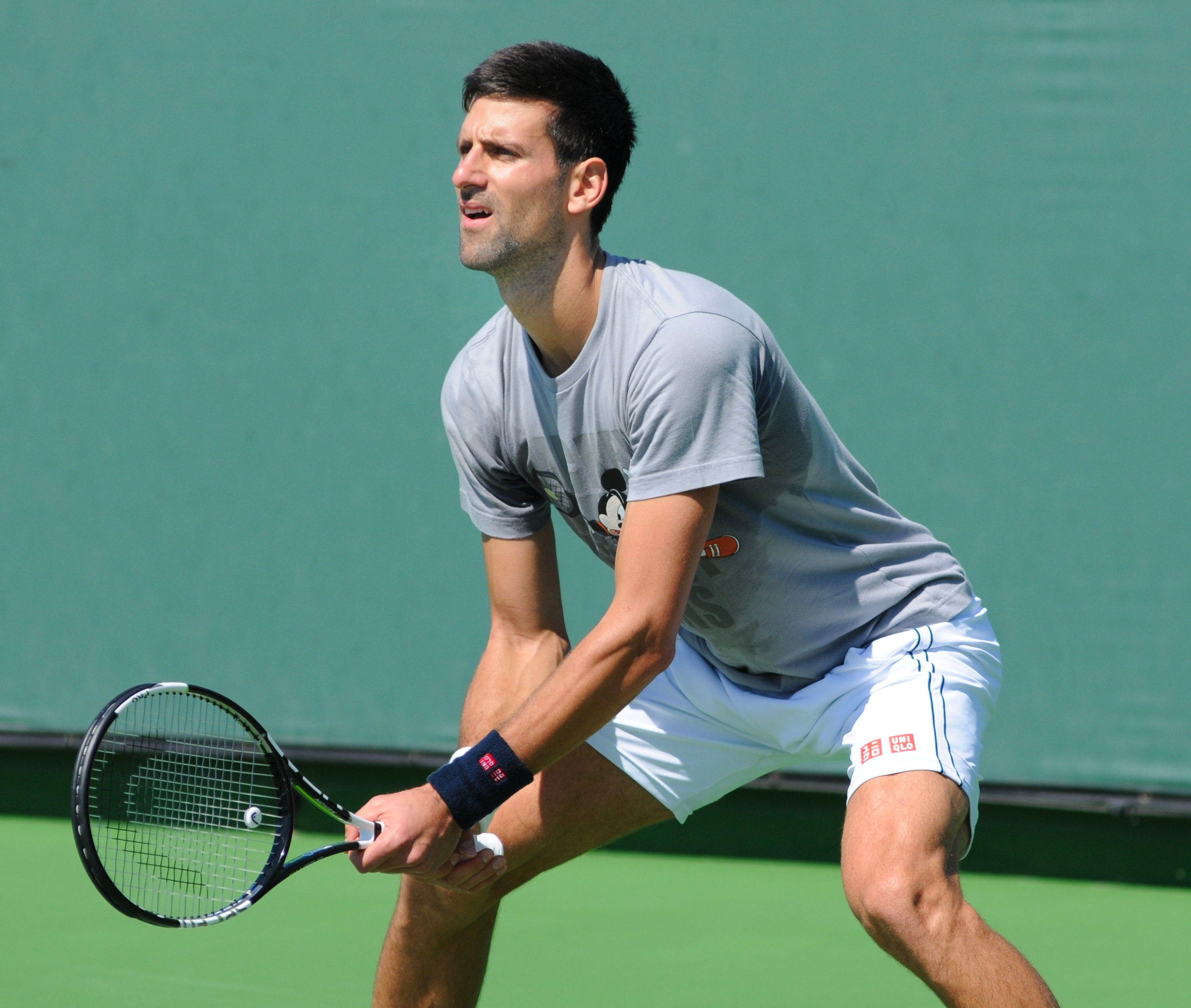
Novak Đoković, winnaar bij de mannen

Het tennistoernooi van Montréal/Toronto van 2016 werd van 25 tot en met 31 juli 2016 gespeeld op hardcourt-buitenbanen in Canada. De officiële naam van het toernooi was Rogers Cup.
Het toernooi bestond uit twee delen:
- WTA-toernooi van Montréal 2016, het toernooi voor de vrouwen in het Uniprix Stadium te Montréal
- ATP-toernooi van Toronto 2016, het toernooi voor de mannen in het Aviva Centre te Toronto

## Toernooikalender
| Montréal/Toronto  | juli 2016 | juli 2016 | juli 2016 | juli 2016 | juli 2016   | juli 2016    | juli 2016 | juli 2016 |
| Montréal/Toronto  | maa 25    | din 26    | woe 27    | don 28    | vrĳ 29      | zat 30       | zon 31    |           |
| ----------------- | --------- | --------- | --------- | --------- | ----------- | ------------ | --------- | --------- |
| vrouwenenkelspel  | 1e ronde  | 1e ronde  | 2e ronde  | 3e ronde  | kwartfinale | halve finale | finale    |           |
| mannenenkelspel   | 1e ronde  | 1e ronde  | 2e ronde  | 3e ronde  | kwarfinale  | halve finale | finale    |           |
| vrouwendubbelspel | 1e ronde  | 1e ronde  | 1e ronde  | 2e ronde  | kwartfinale | halve finale | finale    |           |
| mannendubbelspel  | 1e ronde  | 1e ronde  | 2e ronde  | 2e ronde  | kwartfinale | halve finale | finale    |           |

ATP-toernooi van Montréal/Toronto‎ – WTA-toernooi van Montréal/Toronto‎

1990 ·
1991 ·
1992 ·
1993 ·
1994 ·
1995 ·
1996 ·
1997 ·
1998 ·
1999 ·
2000 ·
2001 ·
2002 ·
2003 ·
2004 ·
2005 ·
2006 ·
2007 ·
2008 ·
2009 ·
2010 ·
2011 ·
2012 ·
2013 ·
2014 ·
2015 ·
2016 ·
2017 ·
2018 ·
2019 ·
2020 ·
2021 ·
2022 ·
2023 ·
2024